# سنجاب کوتوله نوگرمسیری
سنجاب کوتوله نوگرمسیری (نام علمی: Sciurillus pusillus) نام یک گونه از تیره سنجاب است.